# Arbeia

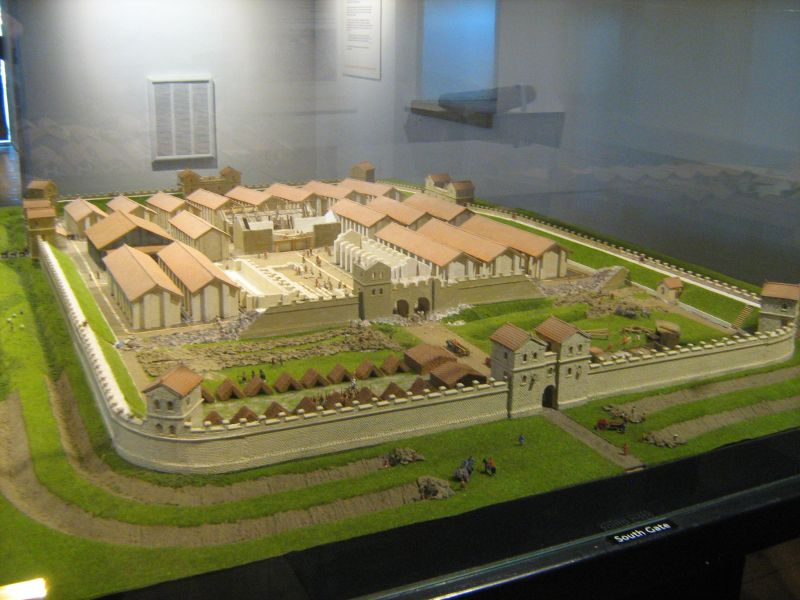
Modell des Kastells, Zustand im 3. Jahrhundert

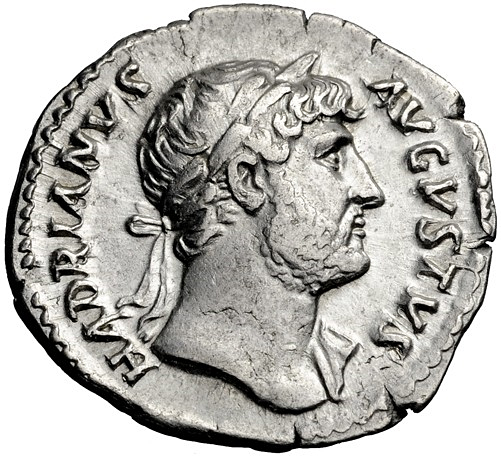
Münzporträt des Hadrian

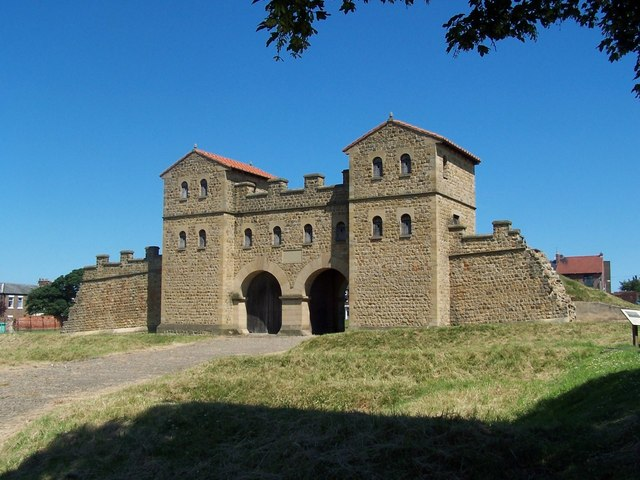
Das wiederaufgebaute Westtor
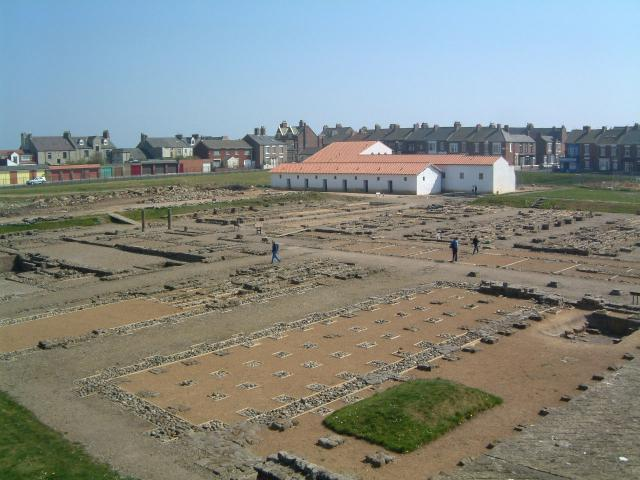
Blick vom Westtor auf das Grabungsgelände und die rekonstruierte Kaserne, dahinter das Praetorium
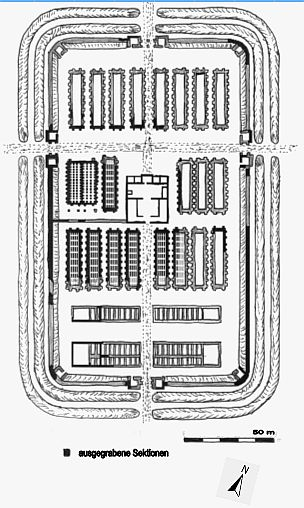
Grabungsplan des Kastells, Bebauungszustand um 210 n. Chr.
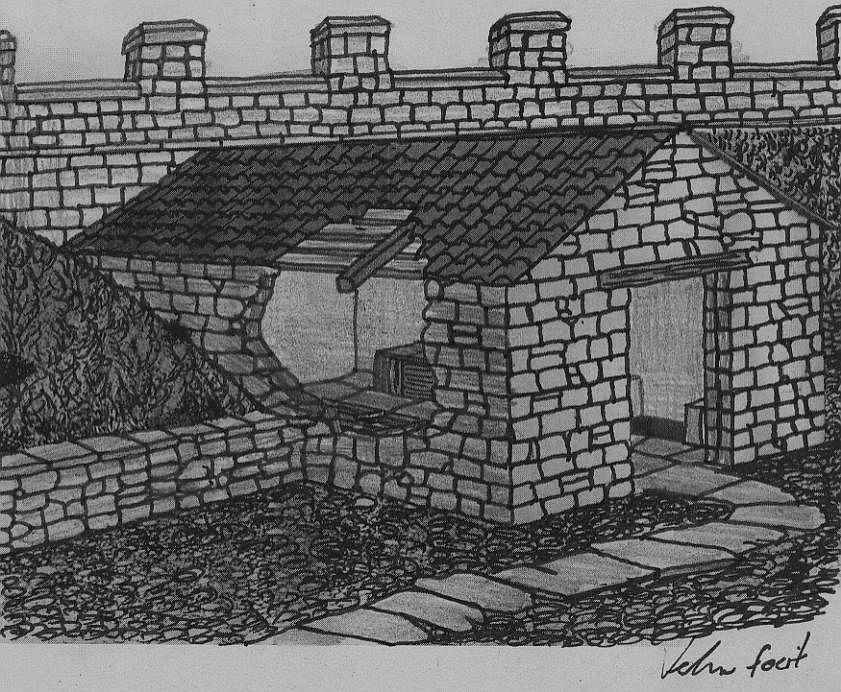
Gemeinschaftslatrine des Kastells (frühes 3. Jahrhundert)
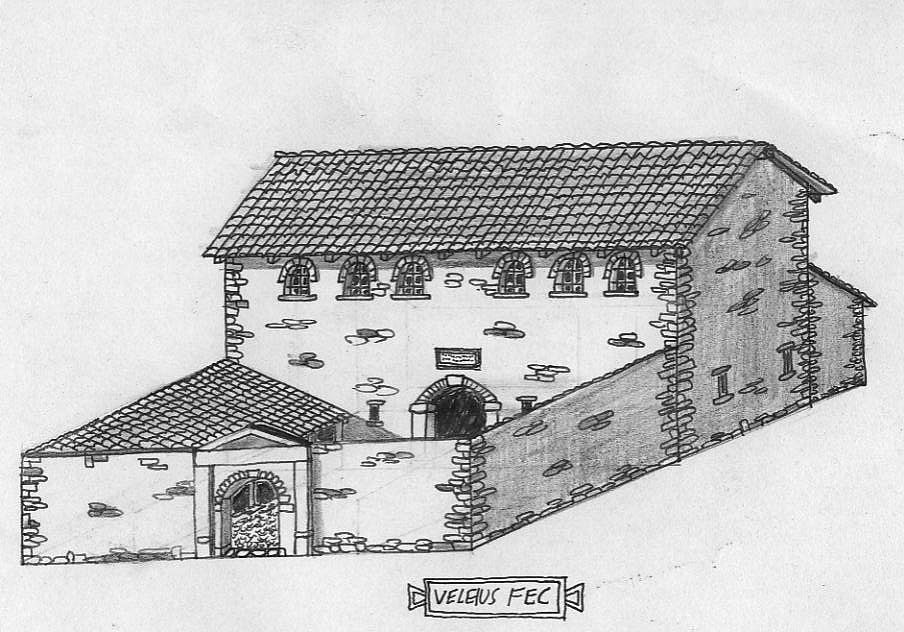
Die Südostseite der Principia im frühen 3. Jahrhundert
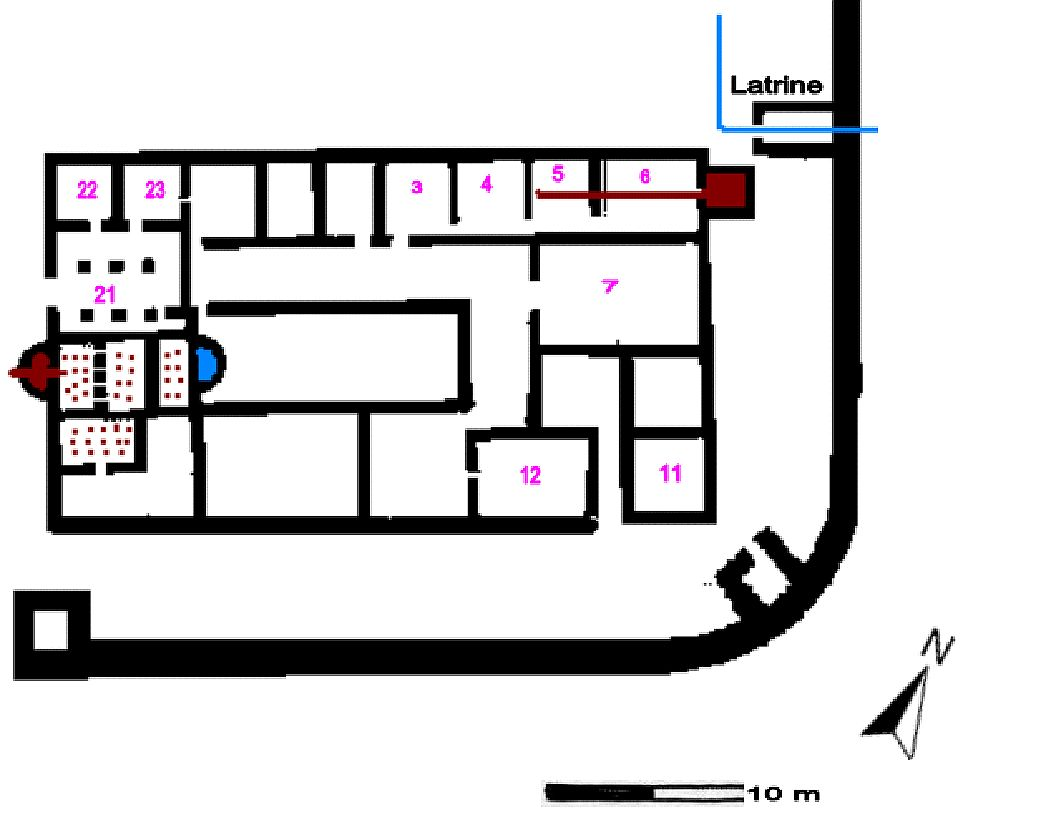
Grundriss des spätantiken Praetoriums
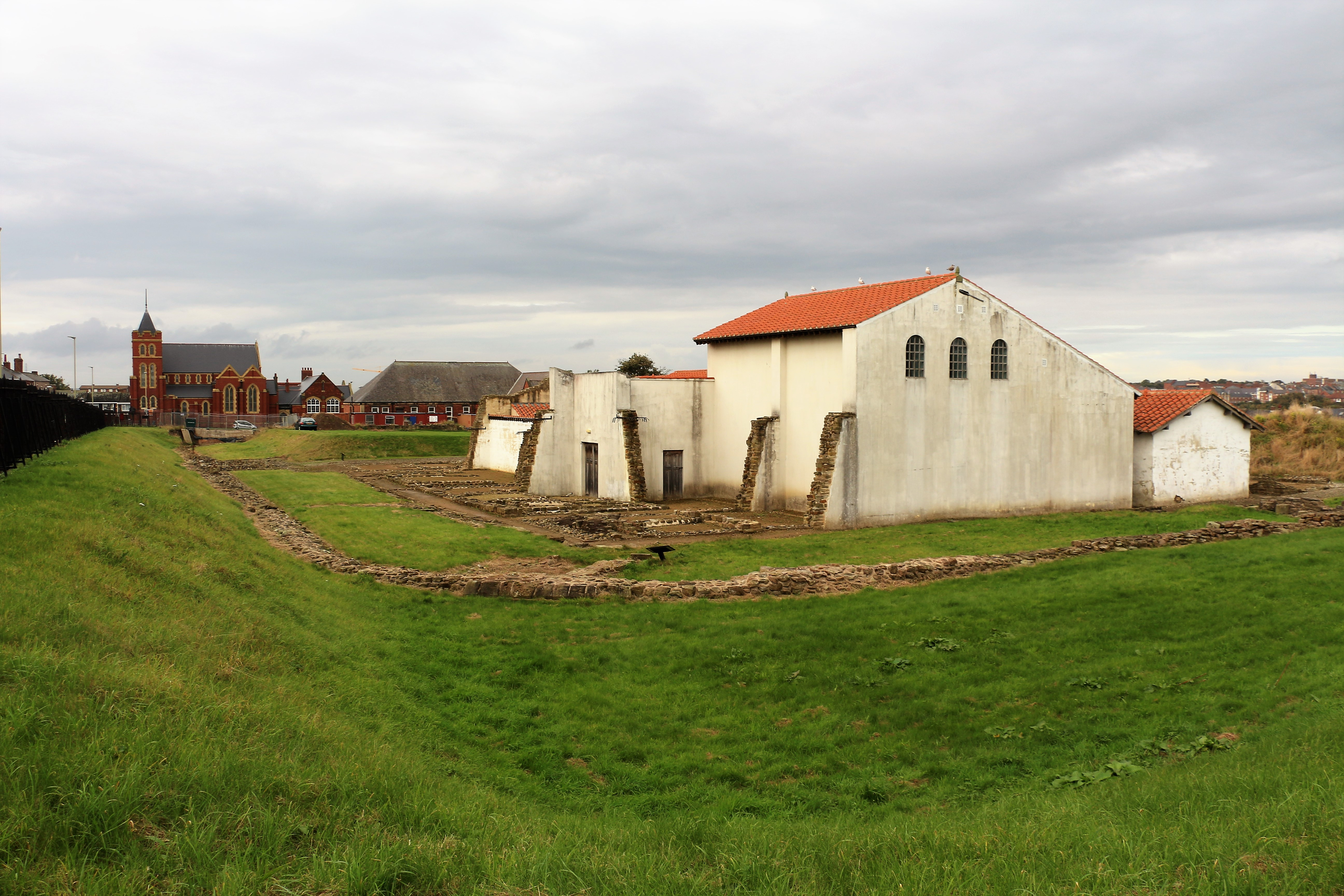
Ostseite des teilrekonstruierten Praetoriums
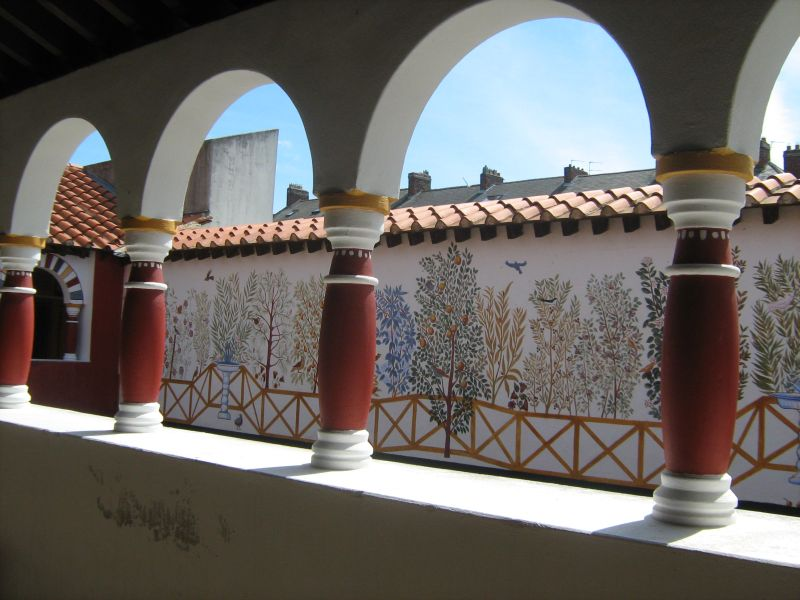
Blick vom Säulengang in den Innenhof des Prätoriums
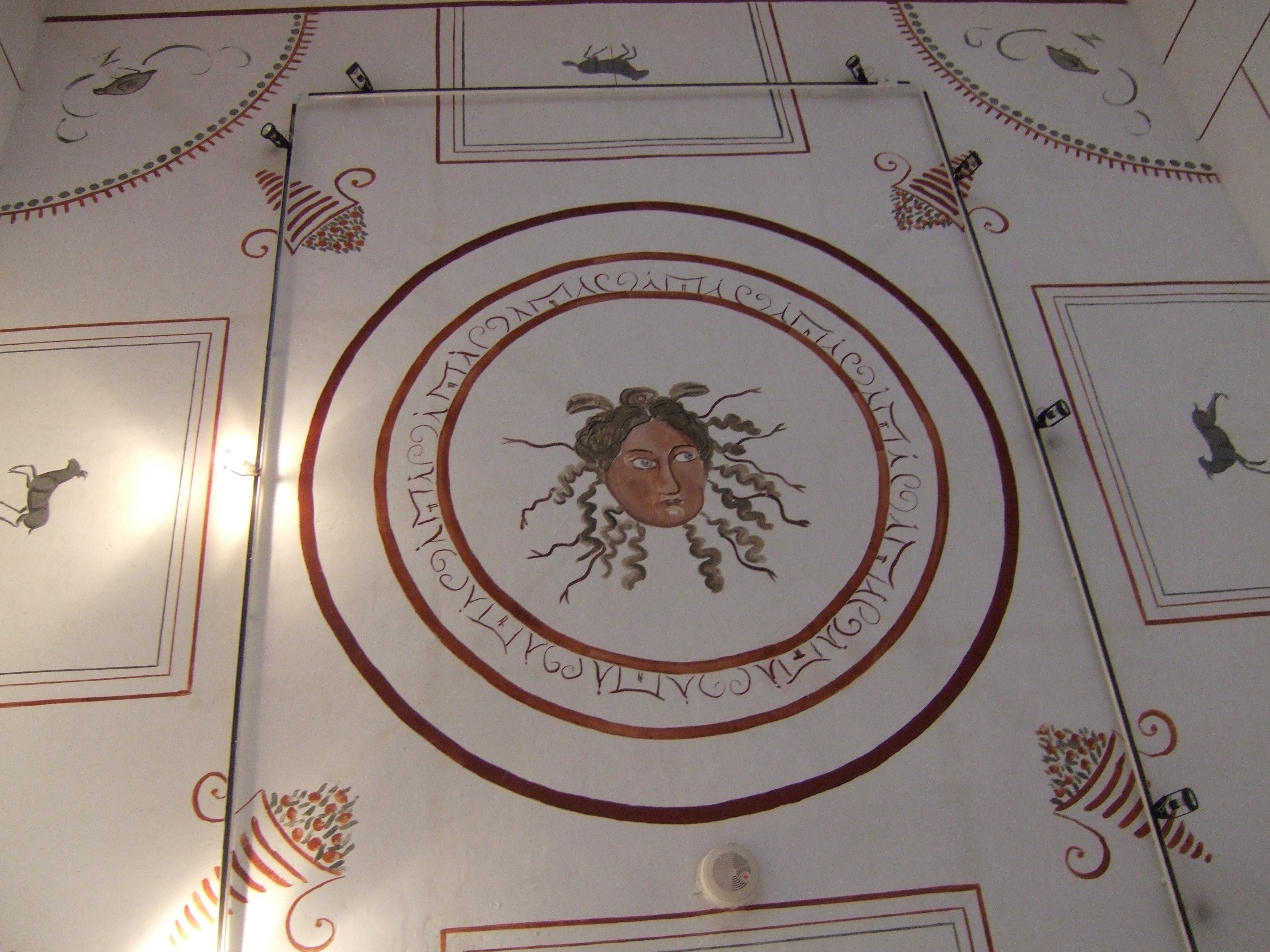
Rekonstruierte Wandmalerei im Praetorium
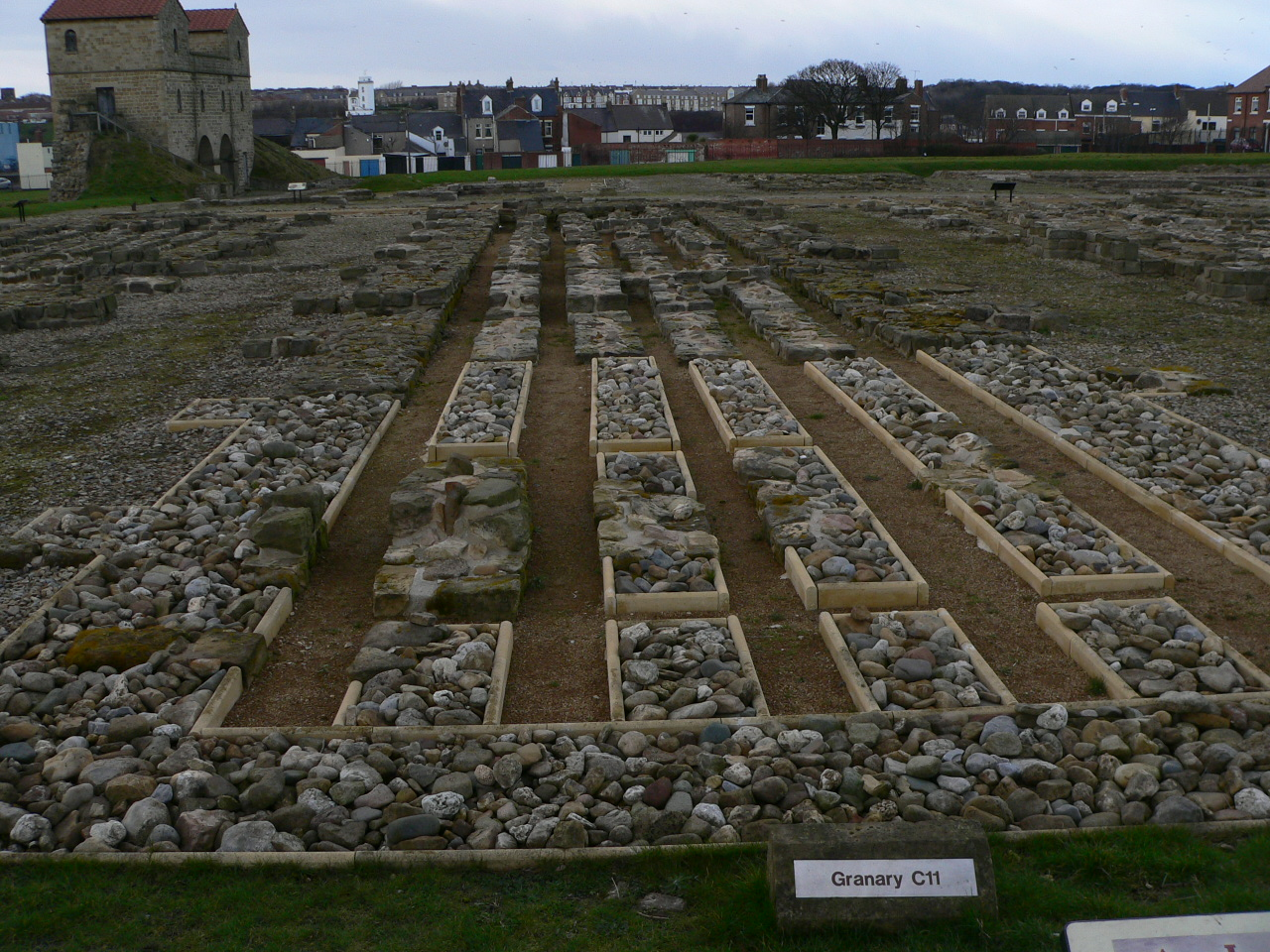
Fundament eines Horreums/Getreidespeichers
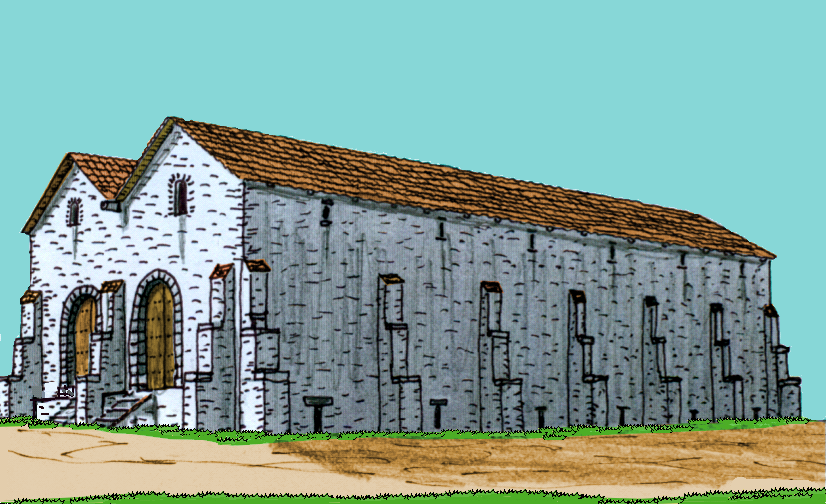
Rekonstruktionsversuch des Horreums II im Kastell Housesteads (Vercovicium), frühes 3. Jahrhundert n. Chr., Blick aus SW

Arbeia war ein Hilfstruppenkastell und Nachschubbasis für die Garnisonen des Hadrianswalls (vallum aelium). Es befindet sich auf dem Gemeindegebiet (Parish) des heutigen South Shields, District South Tyneside, County Tyne and Wear, England.
Ursprünglich als Reiterkastell errichtet, stand es rund 300 Jahre lang in Verwendung, sicherte und kontrollierte einen der wichtigsten Häfen im römischen Britannien und spielte später bei der Versorgung der Grenztruppen im Norden der Insel eine wichtige Rolle. Einige Gebäude des Kastells wurden im späten 20. und frühen 21. Jahrhundert restauriert bzw. wiederaufgebaut. Hierzu zählen das Westtor, das spätantike Kommandantenhaus und eine Mannschaftsbaracke, die auf den Originalfundamenten neu errichtet wurden. 2024 betrug die Besucherzahl etwa 19.000 Personen.

## Name
Der Name des Militärlagers könnte auf eine in der Spätantike hier stationierten Einheit aus dem Osten des Reiches zurückgehen (siehe auch Abschnitt Garnison). Er findet sich erstmals in der Notitia dignitatum, wo Arbeia zwischen den Einträgen von Verbeia (heutiges Ilkley, West Yorkshire) und einer unbekannten Station mit Namen Dictium aufgelistet ist. Dieser Theorie zufolge könnte Arbeia die latinisierte Form der ursprünglich aus dem Aramäischen stammenden Ortsbezeichnung sein: „Der Platz bzw. das Kastell der Araber“. Eine andere Erklärung für den Ursprung der antiken Namensgebung wäre das Wort rapa, lateinisch für Rübe. Dies war nicht ungewöhnlich für römische Siedlungsplätze und wird heute in der Fachwelt als plausibler angesehen als erstere Theorie.
Das Kastell wurde in der Vergangenheit auch mit den Horrea Classis der Kosmographie von Ravenna gleichgesetzt; sie enthält eine Liste jener Kastelle, die für die Feldzüge des Septimius Severus, die er im frühen 3. Jahrhundert in Nordbritannien durchführte, als Wach- und Versorgungsstützpunkte angelegt wurden. Der Name bedeutet „Die Lagerhäuser der Flotte“, womit zunächst nur Arbeia in Frage kommen konnte. Mit der Flotte kann nur die Classis Britannica gemeint gewesen sein, die mit ziemlicher Sicherheit hier eine Basis unterhalten hat. Diese Ansicht gilt heute als überholt, für die Horrea Classis wird nun das Kastell im schottischen Carpow, an der Mündung des Tay gelegen, favorisiert.
Ein Chronist des 16. Jahrhunderts, John Leland, identifizierte Arbeia später als das angelsächsische Caer Urfa, wohl eine Abwandlung des früheren römischen Namens. Caer bezeichnet im Walisischen einen befestigten Platz, dieser Name kam bei frühmittelalterlichen Siedlungen in Britannien oft vor. Die Frühform des heutigen Ortsnamens, Scheles, taucht erstmals um ca. 1235 auf. Sie bezeichnet behelfsmäßige Baracken oder einfache Wohnhütten, wie sie z. B. von Fischern verwendet wurden. Die meisten dieser Behausungen konnte man am gegenüberliegenden Ufer des Tyne (Tinea), in North Shields, nachweisen.

## Forschungsgeschichte und Fundspektrum
Erste wissenschaftliche Untersuchungen fanden in den 1870er Jahren statt. Die neuzeitliche Bebauung wurde ab den 1970er Jahren komplett vom Kastellareal entfernt und das Gelände zu einem archäologischen Park umgestaltet. Unter den römischen Kasernenbauten kam bei den Ausgrabungen auch ein sorgfältig gepflasterter Platz aus der Frühzeit des Kastells zum Vorschein. Unterhalb des Platzes kamen in weiterer Folge noch die Reste eines eisenzeitlichen Hauses zu Tage, das ebenfalls die lange Siedlungskontinuität belegte.
Bei den Ausgrabungen konnten auch zahlreiche Tierknochen geborgen werden, insbesondere die von Ochsen, Schafen, Ziegen und Schweinen. Außerdem fand man Knochen von Rothirschen, Ebern und Elchen; letztere wurden wahrscheinlich als Freizeitsport bejagt und sollten wohl auch die Rationen der Soldaten aufbessern. Da das Kastell nahe der Küste lag, wurden hier naturgemäß auch Meeresfrüchte, wie z. B. Austern, Miesmuscheln, Napf-/Strandschnecken und Weinbergschnecken verzehrt.
In jüngster Zeit entdeckte der Archäologe Nick Hodgson in der Nähe des Kastells u. a. die Reste von größeren Transportamphoren, sie wurden wahrscheinlich aus Italien (Kampanien) importiert. Ein Exemplar konnte fast vollständig restauriert werden. Es erreichte eine Höhe von knapp einem Meter. Amphoren dieser Art wurden meist zum Transport von Wein benutzt. Sie gehören zu einem Typus, der in der mittleren Kaiserzeit (etwa ab 250 n. Chr.) in Gebrauch kam.

## Entwicklung
Das Kastellareal ist seit dem Mesolithikum besiedelt (8300 v. Chr.). Bei den Ausgrabungen kamen Waffen und Werkzeuge aus Flintstein ans Tageslicht, die wohl von steinzeitlichen Jägern angefertigt worden waren. Ab dem Neolithikum (3500–1800 v. Chr.) siedelten hier sesshafte Bauern, die Keramik herstellten und Haustiere hielten.
Die ersten nachweisbaren römischen Gebäude stammen aus dem Jahr 125 n. Chr. und gehörten vermutlich zur Zivilsiedlung (vicus) der das Kastell in einem Bogen von Ost nach West umgab. Das Steinkastell wurde wahrscheinlich unter Hadrian, um ca. 129, fertiggestellt und mit Hilfstruppenreiterei belegt. 208 setzte Kaiser Septimius Severus eine Serie von verlustreichen Feldzügen in Gang, die endgültig die kriegerischen und gefährlichen Hochlandstämme der Kaledonier unterwerfen sollten. Damit änderten sich auch die Aufgaben der Kastellbesatzung. Die Reiterala wurde in die Expeditionsarmee eingereiht und in den schottischen Feldzügen eingesetzt; an ihrer Stelle wurde in Arbeia eine Infanteriekohorte stationiert. Danach wurde der Stützpunkt wurde zu einer Nachschubbasis umgebaut und flächenmäßig vergrößert. Vor allem die günstige Lage des Kastells in der Nähe der Küste, direkt am Flussufer war wohl für seine neue Funktion ausschlaggebend, da die hier eingelagerten Versorgungsgüter bequem und kostensparend auf dem Tyne und seinen Nebenflüssen weiter in das Landesinnere und zu den Besatzungen am Wall (per lineam valli) transportiert werden konnten. An der Wende vom 3. zum 4. Jahrhundert brannte das Kastell nieder und scheint danach vorübergehend verlassen gewesen zu sein. Seine Wiederbelebung als Nachschubbasis setzte erst gegen Ende des 4. Jahrhunderts ein. Um 400 wurde es zwar von der Armee endgültig aufgegeben, aber von der Zivilbevölkerung weiterbenutzt und vermutlich erst im späten 7. Jahrhundert von seinen letzten Bewohnern verlassen.

## Kastell
Bei Arbeia handelte es sich um ein mehrphasiges Kastell, ausgeführt in der Standardbauweise des 2. Jahrhunderts, d. h. quadratisch und mit abgerundeten Ecken (Spielkartenform). Die Mauern waren durch innen angesetzte Türme verstärkt. Die ca. 110 × 180 m messende Kastellmauer wurde an ihrer Rückseite durch eine Erdrampe abgestützt, die auch als Wehrgang diente. 205–207 wurde die Kastellmauer 45 m weiter nach Süden erweitert und dadurch die umwehrte Fläche von 1,67 auf 2,1 ha vergrößert.
Das Kastell besaß insgesamt vier, durch zwei Flankentürme gesicherte Tore. Die Wasserversorgung erfolgte über ein Aquädukt, das laut einer Inschrift um 222 errichtet wurde. Als zusätzliches Annäherungshindernis umgab das Kastell ein doppelter Spitzgraben. Die Kastellfläche wurde durch die beiden Lagerhauptstraßen (Via praetoria, Via decumana) in vier Teile geteilt. Derjenige Abschnitt der Via praetoria, der vom Südtor auf die Principia – das Stabsgebäude – zulief, war gepflastert und auf beiden Seiten von Säulengängen flankiert. Für die Straßenpflasterung wurden später offensichtlich auch Steine aus abgerissenen Gebäuden (z. B. der Principia) wiederverwendet.
Das Westtor wurde 1988 wieder aufgebaut. Es beherbergt einen Teil des Museums und dient als Aussichtsplattform. Die Rekonstruktion des Westtores versucht das Erscheinungsbild der Jahre um 161–180 möglichst detailgetreu wiederzugeben. Sie basiert auf vor Ort aufgefundenen Architekturresten (z. B. ein Schlussstein von einem der Torbögen), den vollständig erhaltenen Fundamenten, auf Überresten eines vergleichbaren Kastelltores in Libyen bzw. im Birdoswald aufgefundenen Fragmenten (Fensterbogen), zeitgenössischen Darstellungen und den Ergebnissen einer Funktionsanalyse. Das Tor war nach klassischer Machart und von zwei mehrstöckigen mit Ziegeln gedeckten Türmen flankiert, die an der Vorderseite etwas aus der Mauerflucht hervorsprangen. Zwischen den Türmen befanden sich zwei Durchfahrten, oberhalb der Durchfahrten lag das Wachhaus und darüber ein mit Zinnen versehener Wehrgang.

## Innenbebauung
Zwischen 205 und 207 wurden fast alle Kasernen beseitigt und durch Horrea ersetzt. Für die verbliebene Mannschaft wurden in der Praetentura (Südteil) vier neue Kasernenblöcke (zwei Doppel- und zwei Einzelbaracken, 12 m × 40 m) hochgezogen. Die Principia wurden zwischen 286 und 318 abgebrochen und ebenfalls durch Lagerhäuser ersetzt, gleichzeitig wurden die Kasernen renoviert. Im frühen 3. Jahrhundert wurde in die Erdrampe der Ostmauer eine Gemeinschaftslatrine eingebaut. Sie ähnelte der Latrine von Kastell Housesteads, die Abwasserentsorgung erfolgte über einen Kanal, der permanent vom frischen Wasser durchflossen wurde.
Im späten 3. oder frühen 4. Jahrhundert wurden die meisten der Gebäude durch eine Brandkatastrophe zerstört. Im Zuge des Wiederaufbaues wurde ein luxuriöses Praetorium errichtet. Die acht südlichen Horrea wurden wieder zu Kasernen umgewandelt, zwei weitere südlich von ihnen völlig neu aufgebaut. Eines der Kasernengebäude und große Teile des spätantiken Praetoriums wurden in der Mitte des 20. und zu Beginn des 21. Jahrhunderts auf den Originalfundamenten rekonstruiert.

### Horrea
Römische Lagerhäuser sind aufgrund ihrer massiven Bauweise leicht von den Archäologen zu identifizieren, ihre Fundamente zählen zu den besterhaltenen in South Shields. Noch zu hadrianischer Zeit verfügte das Kastell nur über ein Doppelhorreum vom Typ B, das frei in der Mitte des Lagers – direkt neben dem Westtor – stand. 205–207 wurden unter Septimius Severus die meisten Kasernen entfernt und durch 13 zusätzliche, paarweise angelegte, aus Stein erbaute Horrea ersetzt. Sie standen in drei parallel angeordneten Reihen und nahmen die gesamte Fläche der Praedentura und den Mittelstreifen des Lagers ein. Zwei von ihnen wurden direkt in die nicht mehr benötigte Principia eingebaut. 222–235 wurden diesen noch acht weitere Horrea hinzugefügt. Dort konnte nun Getreide für 40.000 Mann deponiert werden.
Da hier wohl hauptsächlich in Säcken abgefülltes Getreide gelagert wurde, waren sie mit einem leicht erhöhten Fußboden ausgestattet der durch seitlich an den Stützmauern eingelassene Schlitze auch eine Belüftung und Kühlung von unten erlaubte. Gestützt wurde der Boden durch eine Reihe parallel, in Längsrichtung angelegter niederer Zwischenmauern, die in regelmäßigen Abständen unterbrochen waren, um so eine bessere Luftzirkulation zu gewährleisten. Um den starken Seitendruck des Daches aufzufangen, waren an jeder Längsseite zehn und an den Schmalseiten je zwei Stützpfeiler angebaut worden. Die Fundamente waren hier doppelt breit gebaut, wodurch eine kleine Laderampe entstand, weiters konnten Spuren von Steinfundamenten für Pfosten oder Säulenbasen beobachtet werden, die wohl ein Vordach trugen.

### Principia
Das mehrphasige Kommandogebäude (Umfang ca. 20 × 25 m) war das verwaltungsmäßige und religiöse Zentrum des Kastells. In seinem Grundriss entsprach es der typischen Bauform des ausgehenden 2. Jahrhunderts. Der Haupteingang lag im Süden, über einen ummauerten Innenhof, der an der West- und Ostseite von einem Portikus gesäumt war, gelangte man zu einer etwa neun Meter hohen, von West nach Ost orientierten Querhalle. Wie eine Inschrift aus Reculver bezeugt, wurden solche Hallen von den Römern Basilica genannt. Tageslicht fiel durch mit drei Eisenstäben vergitterten Fenstern direkt unter dem Dachfirst ein. Die Forschung nimmt an, dass dort bei schlechtem Wetter oder im Winter Appelle und Übungen stattfanden. An der Rückseite der Basilica schloss sich das etwas nach Nordwesten vorspringende, quadratische Fahnenheiligtum (aedes) an, dass im Gegensatz zu vielen anderen vergleichbaren Gebäuden dieser Art und Größe aber keine halbrunde Apsis aufwies, in der für gewöhnlich die Feldzeichen der Besatzungstruppe und eine Kaiserstatue aufgestellt waren. Oft war das Fahnenheiligtum auch unterkellert, da dort auch die Truppenkasse aufbewahrt wurde. Westlich und östlich des Fahnenheiligtums befanden sich noch jeweils zwei Räume, die entweder als Schreibstuben oder Waffenkammern gedient haben könnten. Im frühen 3. Jahrhundert wurde das Gebäude abgebrochen und durch zwei Lagerhäuser ersetzt.

### Praetorium
Beim Praetorium von Arbeia handelt es sich um eines der am besten bekannten des römischen Britannien. Es wurde von Paul Bidwell und Nicholas Hodgson vom Tyne and Wear Museum ausgegraben, auf deren Ergebnissen und Interpretationen auch die Rekonstruktion des Hauses aus dem Jahr 2000 beruht. Dieses luxuriös ausgestattete Peristylhaus des Kastellkommandanten stammt aus der Spätantike und wurde – ungewöhnlich für römische Kastelle – nicht in dessen Zentrum, sondern in der Süd-Ost-Ecke des Kastells errichtet. Vermutlich wurde es vom Befehlshaber der syrischen Einheit in Auftrag gegeben. Nach Machart und Grundriss des Hauses zu schließen, war er ein aus dem römischen Kulturkreis stammender Mann und kein Barbar.
Der Haupteingang befand sich im Westen, man betrat zuerst eine aufwendig dekorierte Halle (Raum 21, oder Atrium) Ein kleiner Eckraum, Raum 22, war wahrscheinlich das Dienstzimmer des Pförtners. Raum 23 war vermutlich ein kleines Büro (officium), in dem weniger wichtige Besucher empfangen wurden. Im Zentrum des Atriums befand sich ein mit Steinen ausgekleideter Schacht, in dem vielleicht einst Wertsachen o. ä. aufbewahrt wurden. Der zentrale Innenhof war an zwei Seiten von einem säulengestützten Portikus umgeben. An der linken Seite gelangte man in die Privatgemächer des Lagerkommandanten. Sie bestanden aus den Räumen 3, 4, 5 und 6, die durch Türen miteinander verbunden waren. 5 und 6 waren auch durch ein zentrales Praefurnium beheizbar.
Am anderen Ende des Innenhofes befand sich das große Triclinium (Speiseraum, Raum 7), das allerdings nicht beheizt werden konnte. Raum 12 war zwar wesentlich kleiner, diente vermutlich aber ebenfalls als Speisezimmer, im Gegensatz zu Raum 7 verfügte es über eine Fußbodenheizung (Hypokausten) und wurde wahrscheinlich nur in der kalten Jahreszeit benutzt. Am westlichen Ende des Hauses, direkt neben dem Eingang, befand sich ein zwar kleines, aber gut ausgestattetes Bad (Therme).
Die Räume 8, 9 und 11 beherbergten wahrscheinlich die Küche und Vorratsspeicher – durch eine Tür gelangte man von hier aus direkt auf die innere Wallstraße (via sagularis). In Raum 13 war ein Lagerraum und das Praefurnium – von wo aus die Hypokausten befeuert wurden – untergebracht. In einer Ecke war zusätzlich eine Latrine eingebaut. Daran schloss sich Raum 14 an, er war mit groben Steinen gepflastert und mit einem Abflusskanal ausgestattet, möglicherweise war hier einst ein Viehstall untergebracht.

## Garnison
Laut einiger Inschriften dürften Angehörige der Legio Sexta Victrix Pia Fidelis im Rahmen ihrer Tätigkeit als Bauvexillation zur ersten Besatzung des Kastells gezählt haben. Es erscheint aber ziemlich unwahrscheinlich, dass Angehörige der Legion nach Fertigstellung des Kastells hier noch auf Dauer stationiert waren. Der Ausbau des Steinkastells erforderte spezialisierte Handwerker, die für gewöhnlich nur bei den Legionen und nicht bei den Auxiliaren, die später hier in Garnison lagen, zu finden waren. Die Legionen waren für die Errichtung der meisten militärischen Bauwerke des Reiches verantwortlich, so auch für das Kastell Arbeia. Die Legionäre wurden nach ihren Abzug durch Hilfstruppeneinheiten ersetzt.
Folgende Auxiliar-Einheiten sind als Besatzung für Arbeia bekannt oder könnten sich für eine begrenzte Zeit dort aufgehalten haben:
| Zeitstellung                  | Truppenname                                                                           | Beschreibung |
| ----------------------------- | ------------------------------------------------------------------------------------- | --- |
| 2. Jahrhundert n. Chr.        | Legio sextae Victrix (die sechste Legion, die siegreiche),                            | Eine ihrer Vexillationen war hier wohl bis zum Abschluss der Bauarbeiten stationiert. Ein vom Zenturio Julius Verax gestifteter Altar lässt annehmen, dass sich während der Aufbauphase ein Bautrupp in der Stärke von zumindest einer Zenturie ständig im Lager aufhielt. |
| spätes 2. Jahrhundert n. Chr. | Ala prima Pannoniorum Sabiniana („das erste Pannonische Reiterschwadron des Sabinus“) | Diese Reitertruppe stammte ursprünglich aus dem Gebiet des heutigen Ungarn. Laut einer Grabsteininschrift könnte sie vorher in Aldeia Nova (Portugal) stationiert gewesen sein. Die Einheit wurde schließlich nach Britannien abkommandiert, wo sie bis ins späte 2. Jahrhundert lag. Aus ihrem Beinamen folgert man, dass ihr erster Befehlshaber/Anwerber den Namen Sabinianus trug. Aus Savaria (Szombathely, HU) ist eine Inschrift bekannt, die den Präfekten Titus Cnoris Sabinianus nennt, der dort eine Lanzenreitereinheit kommandierte. Die Einheit wurde wahrscheinlich vor Beginn des 3. Jahrhunderts ins Kastell Onnum (heutiges Halton Chesters/Northumberland) verlegt. |
| frühes 2. Jahrhundert n. Chr. | Ala prima Hispanorum Asturum („die erste Reiterschwadron der hispanischen Asturer“)   | Die zweite in Arbeia stationierte Reitereinheit wurde aus dem im Norden Spaniens beheimateten Stamm der Asturer rekrutiert und kam wahrscheinlich mit der Invasionsarmee des Claudius um 43 auf die Insel. Sie ist bislang nur von einer Inschrift eines Grabsteins bekannt. |
| frühes 3. Jahrhundert n. Chr. | Cohors V Gallorum („die fünfte Kohorte der Gallier“)                                  | Die Reiter wurden unter Septimius Severus durch eine 1000 Mann starke Infanterieeinheit abgelöst die hierfür wahrscheinlich aus dem Kastell Cramond am Firth of Forth abgezogen wurde. Die Anwesenheit der Gallier in Arbeia wird durch einen Weihestein und die Bauinschrift eines Aquäduktes bestätigt, die 1985 entdeckt wurde. Normalerweise beanspruchte eine cohors milliara ungefähr zehn Kasernenblöcke als Unterkunft, es scheint, dass die tatsächliche Mannschaftsstärke der Gallierkohorte aber nur etwas weniger als die Hälfte betrug, rund vier Zenturien dürften weiterhin in Cramond verblieben sein. Man nimmt an, dass der Rest als Eskorte für die Bewachung der Nachschubtransporte zwischen South Shields und Cramond verwendet wurde. |
| 4. bis 5. Jahrhundert n. Chr. | Numerus Barcariorum Tigrisiensium („eine Schar Frachtschiffer vom Tigris“)            | Nach den Militärreformen des Diokletian und Konstantin I. zählten die Garnisonen am Wall zu den limitanei. Die letzte für Arbeia nachweisbare römische Besatzungseinheit bestand anscheinend aus einer Einheit von Männern aus der Region am Tigris im Mittleren Osten, die unter dem Befehl eines Präfekten stand. Sie wird nur in der Notitia Dignitatum, in der Truppenliste des Dux Britanniarum erwähnt. Diese Einheit war wahrscheinlich mit Transportaufgaben über die Tyne-Mündung und an der Küste beschäftigt. Andere Barcarii-Einheiten im Reich hatten ebenfalls solche Pflichten zu erfüllen. Der Name eines ihrer Angehörigen ist außerdem noch von einem Grabstein für seine verstorbene Frau aus Arbeia bekannt. Es handelte sich bei ihr um Regina, eine indigene Britin aus dem Stamm der Catuvellauni, der hauptsächlich im Süden Britanniens – in der Region um Hertford, Northampton, Buckingham, Bedford und Cambridge – ansässig war. Ihr Ehemann, Barates, stammte aus der Stadt Palmyra in der Provinz Syria, es ist sehr wahrscheinlich, dass er als Soldat in römischen Diensten nach Britannien gelangte und im 4. Jahrhundert in Arbeia stationiert war. Vermutlich ist er mit dem Barates identisch, dessen Grabstein in Coria/Corbridge erhalten ist. |
| 2. bis 5. Jahrhundert n. Chr. | Classis Britannica (die britannische Flotte)                                          | Ob im Hafen des Kastells auch Flotteneinheiten stationiert waren, ist nicht überliefert, aber aufgrund der Lage und Funktion des Kastells wahrscheinlich. Kaiser Hadrian ließ anlässlich seines Besuches auf der Insel im Jahre 122 dort überall die Befestigungen erneuern oder neue Anlagen errichten. Beim größten dieser Projekte, dem Hadrianswall, beteiligten sich auch Angehörige der Flotte. In den Jahren 208 bis 210 führte Kaiser Septimius Severus einen Feldzug gegen die Caledonier in Nordschottland. Die Classis Britannica unterstützte das Landheer, indem sie seine Flanken von See her sicherte und den Nachschubtransport organisierte. |

## Hinweise
Die Fundstelle wird heute von den Tyne and Wear Museums/Arbeia Roman Fort and Museum, betreut. Im wiederaufgebauten Westtor ist eine kleine Dauerausstellung über die Geschichte des Kastells untergebracht, vom obersten Stockwerk aus hat man einen guten Überblick auf die Ausgrabungsstelle. Vom Kastell sind heute noch teilweise die Grundmauern der Umwehrung, der Innenbebauung, der Nachbau des Westtores und einer Kaserne zu sehen. Im Jahr 2000 wurde auch das spätantike Praetorium (Kommandantenhaus) anhand neuester Ausgrabungsbefunde rekonstruiert. Das kleine Museum im Westtor zeigt vor allem Modelle des Kastells in seinen verschiedenen Ausbauphasen und der Principia sowie römische Grabfunde bzw. Gebrauchsgegenstände und dokumentiert das Alltagsleben der in Arbeia stationierten Hilfstruppensoldaten. Eine der bemerkenswertesten Fundstücke der Ausstellung ist der Rest eines römischen Kettenhemdes, den man aus einem Brunnen geborgen hat.